# Balsaminapentaol
Balsaminapentaol o cucurbita-5,25-diene-3β,7β,23(R),24(R),29-pentaol,  es un compuesto químico con la fórmula C 30 H 50 O 5 , que se encuentra en Momordica balsamina. Es un cucurbitane tipo triterpenoides, relacionado con cucurbitacina, aislado por C. Ramalhete y otros en 2009.

Balsaminepentaol es un polvo amorfo soluble en metanol y acetato de etilo pero insoluble en n-hexano. Es citotóxica en alrededor de 50 μM.